# Maison de La Chambre
Pour les articles homonymes, voir La Chambre.
La maison de La Chambre est une ancienne famille noble d'extraction chevaleresque, apparue vers le début du XIe siècle en Maurienne, dont les membres portent le titre de vicomte, et qui fut longtemps rivale de la maison de Savoie sur ces terres. Elle s'éteint au XVe siècle dans la famille de Seyssel.

## Histoire

### Origines: deux familles de La Chambre
Les premières mentions de membres d'une famille de La Chambre, dans la vallée de la Maurienne, remontent au début du XIe siècle. L'abbé Adolphe Gros (1864-1945) avance l'hypothèse que ces seigneurs portaient un nom dérivé de « camera, chambre, au lieu qui était leur principale résidence et le centre de leur administration ». L'abbé Michelland, citant l'analyse de l'abbé Gros, indique qu'aucun historien n'avait pu mettre au jour des indices permettant de valider cette affirmation. Il poursuit cependant, en citant les analyses de Jean-Louis Grillet, d'Adolphe Gros et de Henri Ménabréa, qu'il peut s'agir d'un personnage ou d'une famille importante à qui un évêque de Maurienne aurait délégué la « gestion de son domaine temporel ».
L'abbé Bernard distingue deux familles, tout en indiquant un lien de parenté,,. La première famille serait issue d'une branche des Guifred ou Guiffred, les Miolans-Charbonnières, et la seconde est considérée comme proche de l'évêque de Maurienne, issu d'un certain Richolfus ou Ricou,,. Dans un autre ouvrage paru en 1967, l'abbé Bernard précise son analyse en indiquant que « Ces La Chambre tenaient aussi les bons châteaux de Chamousset, de Grésy, Montailleur, Les Millières, ainsi que la vicomté de Maurienne. Ils sont issus de l’illustre viennois Guifred de Miolans, vicomte en Savoie, mort en 1084. Après le vicomte Guifred de Charbonnières, mort sans enfant, les La Chambre étaient devenus la branche aînée, tandis que les Miolans n’étaient plus que la branche cadette. Et de toute la vicomté de Guifred de Miolans, ils avaient gardé celle de Maurienne. ».
L'évêque-comte de Maurienne Éverard (990-1030) aurait donné le titre de vicomte à un parent laïc Richolfus, Ricou ou Richard, seigneur de La Chambre et de Cuines, selon l'abbé Félix Bernard,,. L'abbé Bernard qualifie les membres de cette famille de « seigneurs albergataires de la Terre épiscopale. Ils en occupent les principales dignités et offices. Ils sont les Hommes de l'Evêché de Maurienne et ses avoués »,.
Malgré l'implantation des Humbertiens dans la vallée, avec l'investiture du comte Humbert vers 1030 ou 1043, voire 1046 (il est titré comte en Maurienne) par l'empereur du Saint-Empire Conrad II, le vicomte est maintenu dans ses droits,. Quelques années plus tard, vers 1080, les titres et droits de vicomte de la branche issue de Richolfus ou Ricou, sans toutefois disparaître, semblent passer à la famille parente des Guifred ou Guiffred de Miolans,.
Léon Menabrea donne, quant à lui, une charte de donation au chapitre de Maurienne comme première mention, qui aurait été établie sous l'évêque Theobaldus/Thibaud (1030-1060), par deux frères, Guillaume et Anselme. On trouve également la signature d'un Aymon de La Chambre, dans une donation du comte en Maurienne, Humbert II, premier seigneur de La Chambre mentionné par le généalogiste Samuel Guichenon (1607-1664).

### Une puissante famille seigneuriale
Les La Chambre du fait de leur titre de vicomte (vice comes) participent au contrôle d'une partie importante de la vallée de l'Arc, appelée Maurienne, débouchant sur la Savoie Propre et le Dauphiné, mais aussi la péninsule italienne via l'axe de communication permettant de rejoindre le col du Mont-Cenis. Cette domination s'appuie sur leurs deux châteaux de La Chambre, situé à Notre-Dame-du-Cruet, et de Cuines, à Sainte-Marie-de-Cuines. La vicomté de Maurienne s'étend sur la partie basse de la vallée, d'Épierre jusqu'au lieu-dit du pas de la Verne, situé entre Saint-André, seigneurie dépendante directement des évêques, et Modane, entre les mains des comtes, mais où les La Chambre possédaient également des biens. L'historien Bernard Demotz souligne leur « esprit autonomiste », que l'on retrouve dans leur devise Altissimus nos fundavit (le Très Haut nous a fondés),. Les Humbertiens ont ainsi dû composer avec cette puissante famille et tenter de les « enrôler, quoique leurs fonctions de Cour aient posé des bornes à leur inclinaison ».
Les seigneurs de La Chambre se retrouvent régulièrement témoins dans différents actes des comtes en Maurienne, dit par usage comtes de Savoie, bien que le titre ne soit officiellement porté qu'à partir de 1143 avec le comte Amédée III. L'abbé Michelland, reprenant notamment les travaux de Léon Menabrea, en cite plusieurs, s'intéressant notamment à plusieurs Ismidon, dont le prénom est « devenu celui dont se servent les historiens pour distinguer cette famille de toute autre ». Par exemple, lors d'une donation du comte Amédée III à l'église de Maurienne, le 20 octobre 1104, sont cités dans l'entourage du comte quatre membres de cette famille, « Odo de Camera et frater ejus Amedeus, Esurio de Camera, frater ejus Bernardus » (Odon de La Chambre et Amédée son frère, Ismidon de La Chambre et Bernard son frère),.
La position des La Chambre dans la vallée invite, comme l'indique Léon Menabrea, à « de longs et vifs démêlés avec l'église de Maurienne, au sujet de certains droits temporels ».
Un membre de la famille, Amé/Amédée de La Chambre, accompagne le comte de Savoie, Amédée III, lors de sa participation à la deuxième croisade en 1147, aux côtés de nombreux chevaliers et nobles savoyards et des environs.
Selon Samuel Guichenon, le chevalier Richard de La Chambre (v. 1160-1231), vicomte de Maurienne, après avoir épousé Alix, la fille du Dauphin de Viennois Guigues VI, et obtenu en dot le comté de Luille, épouse en secondes noces Marie de Flandre, fille supposée du comte Baudouin V de Hainaut.
Le vicomte de Maurienne, Pierre de La Chambre (cité dès 1233), est l'un des conseillers du comte Amédée IV. Il a épousé une dame Élisabeth, en 1252, et dite sœur du comte Amédée pour l'abbé Bernard, Bernard Demotz semble confirmer le lien. Le vicomte aurait reçu le fief d'Avrieux. Samuel Guichenon indique qu'à l'occasion de ce mariage la dame reçoit, en dot du comte de Savoie, Bramans.
Le 25 janvier 1309, un accord est passé entre le vicomte Richard de La Chambre et le comte Amédée V de Savoie permettant de régler les différends entre eux en Maurienne et la vicomté,,.
En 1345, le vicomte, Jean II de La Chambre autorise avec l'évêque de Maurienne, Amédée V de Savoie-Achaïe, la fondation du couvent des Cordeliers à La Chambre, approuvée en 1365 par le pape Urbain V.
En 1356, la famille de Morestel, originaire du Dauphiné, cède ses droits aux La Chambre pour leur fief de la vallée des Huiles dont le château de L'Huïlle ou de l'Aiguille, situé au chef-lieu de La Table.

### Disparition des La Chambre et héritage des Seyssel
En 1454, à la suite de la mort sans postérité de Gaspard de La Chambre, les titres et possessions de la famille de La Chambre passent à son neveu Amédée ou Aymon de Seyssel, fils de sa sœur Marguerite de La Chambre et de Jean de Seyssel, maréchal de Savoie,,. Respectant la volonté du testament de son oncle, il est autorité de substituer le nom et les armes des La Chambre,. Le duc Louis Ier de Savoie érige en faveur d'Aymon de Seyssel la seigneurie de La Chambre en comté deux ans plus tard, le 15 août 1456,. Il est ainsi à l'origine de la branche des Seyssel-La Chambre.
Le comté devient un marquisat en 1564. Le titre passe en 1629 à une branche des Seyssel, celle des marquis d'Aix. La branche des Seyssel de la Chambre s'éteint en 1660. L'ensemble des titres passe à une branche puînée.
En 1861, André Borel d'Hauterive indique dans son Annuaire de la noblesse de France et des maisons souveraines qu'en Savoie, une famille porte le patronyme de La Chambre sans toutefois n'avoir de lien avec l'illustre famille dont il est question.

## Titres et possessions

### Les seigneuries et titres
« Jusqu'au XIIIe siècle les vassaux immédiats du Saint-Empire romain germanique, autres que les prélats, furent très nombreux en Savoie. Les marquis de La Chambre, les barons de Myolans, de Montmayeur, de Chevron, de Villette, de Briançon, (d'extraction chevaleresque), tenaient originairement leurs terres de l'empereur d'Allemagne, héritier des Bosonides et des Rodolphiens ».
Les La Chambre possèdent la seigneurie de la Chambre, située en partie sur de Notre-Dame-du-Cruet où se trouve le centre de la seigneurie. Le titre de vicomte de Maurienne, porté depuis probablement le début du XIe siècle, leur permet de contrôler les paroisses s'étalant sur le territoire entre le massif du Mont-Cenis et les abords de La Chambre.
Plus en aval de la vallée, ils contrôlent, depuis leur château d'Épierre, les frontières entre le comté de Maurienne et celui de la Savoie, ainsi que le col du Grand Cucheron (1 188 m d'altitude) qui permet d'accéder à la vallée des Huiles. Jean III de la Chambre rend hommage en 1415 pour le fief. Le fief des Huiles — correspondant à trois paroisses — passe sous leur contrôle en 1356.
Liste non exhaustive des titres que porta la famille de La Chambre suivant les périodes, :
- vicomtes de Maurienne ;
- barons de Châteauneuf[41] ;
- seigneurs d'Argentine, d'Avrieux, de Bonvillard, de Chamoux, de Charbonnière, de Conflans, de Crête, de Cuynes/Cuines (obtenu le 14 décembre 1279), d'Épierre, de Grésy, de L'Heuille, de La Chambre, de Lanslevillards, de Meillonnas, de Perouse, de Saint-Rémy, de Sainte-Hélène-des-Millières (1358), d'Ugine[42].

Les seigneurs de La Chambre possédèrent la plupart des paroisses du mandement de La Chambre, ainsi que quelques-unes du mandements de Modane, depuis Épierre, jusqu'au Pal de Bonizon (au Mont-Cenis).
Ils possèdent des biens à « Cuines [...], au Bourget, à Avrieux, Bramans, Termignon, Modane, Saint-Rémy, Jarrier, Aussois et même à Saint-Jean-de-Maurienne ».

### Châteaux

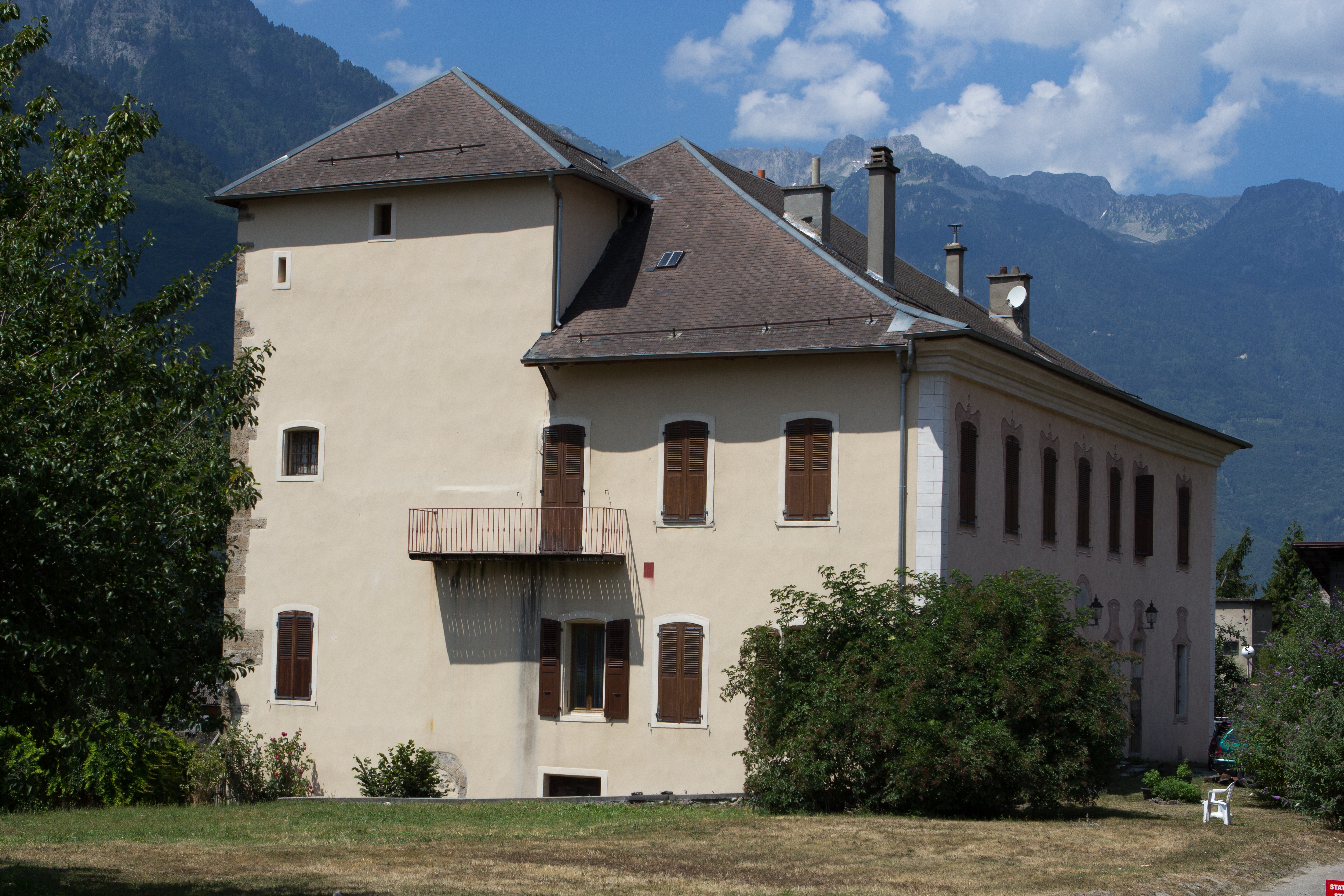
La maison de la Tour.

Les seigneurs de La Chambre résidaient principalement au château de La Chambre situé à Notre-Dame-du-Cruet et avaient un châtelain à Avrieux et un autre à Saint-Étienne-de-Cuines. Ils semblent contrôler une huitaine de places fortes dans la vallée. Les deux principaux sont celui de La Chambre (XIIe siècle), et celui Cuines (début du XIe siècle), dit aussi Château-Joli, faisant face au premier, sur le territoire de la commune de Sainte-Marie-de-Cuines,. Ils possédaient également sur cette commune des droits sur la tour du Châtel-André (XIIe siècle), appartenant à leurs vassaux.
Liste non exhaustive des possessions tenues en nom propre ou en fief de la famille de La Chambre :
- château d'Avrieux, à Avrieux[47] ;
- maison forte de Beauregard, à Aiton, pour laquelle ils rendent hommage aux comtes en Maurienne, puis de Savoie[48] ;
- château d'Épierre, à Épierre[39] (13 juillet 1419-1448) ;
- maison de la Tour (XIIIe et XIVe siècles), à La Chambre[49] ;
- château de Meillonnas, par mariage, à Meillonnas ;

## Offices
Des membres de la famille ont été châtelains pour les comtes de Savoie de :
- Conflans (1333-1343) ;
- Briançon et Salins dite de Tarentaise (1394-1415) ;
- Chanaz (1318-1321) ;
- Montmélian (1398-1403, 1404-1405).

## Armoiries
| maison de La Chambre | Les armes de la maison de La Chambre se blasonnent ainsi : D'azur, semé de fleur de lis d'or, à la bande de gueules brochant sur le tout., Cimier : Un paon rouant au naturel. Devise : Fundavit nos Altissimus, (le Très Haut nous a fondés,). |

## Généalogie
Le généalogiste Samuel Guichenon (XVIIe siècle) donne comme membre de la première lignée Aymon, seigneur de La Chambre, mentionnée en l'an 1097. Ce dernier aurait trois fils, Pierre, Amé et Odon.
- Richard de La Chambre (v. 1160, †1231), seigneur de La Chambre, vicomte de Maurienne, ∞ Alix, fille de Guigues VI de Viennois, puis ∞ Marie de Flandre[25]. Dont cinq enfants :
  - NN (vers 1190-?), ∞ Aynard I de Bardonnenche (1180-1240), à Monestier de Clermont.
  - Antoinette de La Chambre (vers 1195-1248), ∞ Humbert II de Chevron Vilette.
  - Guillaume de La Chambre († v.1261), abbé de l'abbaye Saint-Michel-de-la-Cluse
  - Hugues de La Chambre, seigneur de Montailleur.
  - Pierre de La Chambre (vers 1205-† v.1275), chevalier, comte de Luille, ∞ (vers 1230) Élisabeth von Sachsen, fille d'Henri IV du Palatinat, dame de Bramans.
    - Jean Ier de La Chambre (vers 1230-1304)[Note 1] ∞ Béatrix de Morestel († ap. 1294), comtesse de Luille.
      - Richard II de La Chambre, vicomte de Maurienne (vers 1265-† v.1325) ∞ (vers 1290) Marie de Ligneris (†1326).
        - Jean II de La Chambre (vers 1325-† v. 1370), comte de Luille, vicomte de Maurienne[54], vicomte de Maurienne, comte de Luille, seigneur de La Chambre, seigneur de Sainte-Hélène-sur-Isère (1358), ∞ (janvier 1343) Agnès de Savoie-Achaïe, fille de Philippe Ier de Piémont[55].
          - Jean III de La Chambre (vers 1340-†1418 le 25 août), comte de Luille, seigneur de Sainte-Hélène-sur-Isère (1415)[54], chevalier de l'Ordre du Collier, ∞ (1) Richarde de Roussillon, ∞ (2) (1410) Jeanne de Chalon-Arlay.
            - (1) Urbain de La Chambre (†av. 1445), vicomte de Maurienne, seigneur de Meillonnas (porté par mariage), seigneur de Sainte-Hélène-sur-Isère en 1419[54] ; investi, par Amédée VIII de Savoie, le 13 juillet 1419[56], du château et de la juridiction d'Épierre. Marié en premières noces avec Marguerite de Chalencon (1), marié en secondes noces à Aimée de Corgenon (2), dame de Meillonas, il est le fondateur du couvent des Cordeliers en 1365[57].
              - (1) Anne de La Chambre, ∞ (1) Bertrand de Saluces, ∞ (2) (4 septembre 1431) Guillaume de Luyrieu.
                - (2) Humbert de Luyrieu, ∞ (28 juin 1460) Catherine de Bourgogne.

              - (1) Aynarde de La Chambre, ∞ Guillaume de Montbel.
                - Jacques de Montbel, ∞ (1) (1486) Jeanne de Sainte-Maure, ∞ (2) Philippe Hélène de Sassenage.
                - Charles de Montbel (1470-1516), ∞ (1) Gabrielle d'Oncieux, ∞ (2) (10 juillet 1489) Françoise de Chiel.

              - (2) Jeanne de La Chambre, ∞ Jacques de Miolans.
                - Paule de Miolans (†ap. 1481), ∞ Jean de Vergy.

              - (2) Marguerite de La Chambre (†ap. 1437), ∞ (1er septembre 1425) Jean de Seyssel, seigneur de La Rochette, maréchal de Savoie.
                - Aimon (Aymon ou Aimé ou Amédée) de Seyssel (vivant en 1404, †1466 au château de la Rochette), hérite de son oncle, Gaspard de La Chambre, les biens et titres de la famille à la condition de relever le nom et les armes de cette famille, donnant ainsi naissance à la branche des Seyssel-La Chambre. ∞ (18 octobre 1449) princesse Marie, fille de Louis, bâtard de Savoie d’Achaïe, seigneur de Raconis, et d’Alix d’Entremont de Montbel.
                - Marguerite, ∞ Louis, comte de Challant, seigneur de Saint-Marcel.
                - Jeanne, ∞ (28 août 1439) Antoine, fils d'Humbert de Grolée.
                - Catherine, ∞ (17 décembre 1439) Gaspard, premier comte de Varax, marquis de Saint-Sorlin, baron de Coligny-le-Neuf, seigneur de Richemont et de la Poype (1457).
                - Catherine[Note 2], ∞ François de Savoie, seigneur de Raconis et de Pancalier.

              - (2) ? Gaspard de La Chambre, fils d'Urbain, comte de la Chambre et vicomte de Maurienne, mort sans postérité, ∞ Anne de Saluces. Son héritier est son neveu maternel Aimon/Aimé de Seyssel
              - (2) ? Claude de La Chambre[58], fils d'Urbain et d'Aimée, seigneur de Meillonnas.
                - Bonne de La Chambre[58], fille de Claude, dame de Meillonnas, ∞ (1) (1433) Philibert de Seyssel, seigneur d'Aix, ∞ (2) Amé de Genève, seigneur de Boringes.
                  - (1) Gabriel de Seyssel (v. 1450, †1505) ∞ Françoise de La Chambre, fille de Louis de La Chambre-Seyssel. Premier baron d'Aix.
                    - François-Philibert de Seyssel (1503 † 1517 au château de la Bâtie).

                  - (1) Louis de Seyssel (vivant en 1460), souche des Seyssel d'Artemare et Cressieux ?
                  - (1) ? Claude (vivant en 1496, †av. 1503), docteur ès-droits, chambellan du duc Philippe de Savoie, baron de Châtillon en Chautagne, seigneur de Villeneuve et de la Truchère. Il acquiert la seigneurie de Châtillon comme héritier de sa femme Françoise, fille d’Humbert de Montluel. En 1496, il se qualifie de conseiller ducal.
                  - (1) ? Claudine, lorsque son père teste, elle est fiancée au comte Louis de Gruyère. Veuve lorsqu’elle fait son testament, le 22 août 1503. ∞ (2) Antoine de Loisy, gentilhomme bourguignon.
                  - (1) ? Charles, évêque de Genève.
                  - (1) ? Jean (vivant en 1501, †av. 1511), nommé le 13 janvier 1501 chambellan du roi de France.
                  - (1) ? Amédée (vivant en 1489), mentionné dans le testament de son père daté du 3 mai 1489.

## Personnalités
- Arbert II : prévôt d'Oulx (1115/16-1132)[13],[59], prévôt de Suse (1116-1132)[13].
- Richard II de La Chambre († v. 1325), vicomte de Maurienne, seigneur de La Chambre, Conseiller du comte Thomas Ier[60].
- Jean II de la Chambre (Johannes dominus Camere) († v. 1371/72), fils de Richard II, vicomte de Maurienne, cumule les charges de bailli du Chablais (juin 1351 à 1352)[61] et du Valais (1351)[61].
- Jean III de la Chambre († 1418), fils de Jean II, vicomte de Maurienne, chevalier de l'ordre du Collier, en 1409[62].